# Abrămuț
Abrămuț (Hongaars:Vedresábrány) is een Roemeense gemeente in het district Bihor.
Abrămuț telt 3071 inwoners (2011). De meerderheid van de bevolking is etnisch Hongaar (55%), de gemeente maakt deel uit van de streek Érmellék.

## Dorpen en bevolkingssamenstelling
De gemeente bestaat uit de volgende dorpen:
- Abrămuț (Vedresábrány) 478 inwoners (201 Hongaren)
- Crestur (Apátkeresztúr) 471 inwoners (309 Hongaren)
- Făncica (Érfancsika) 339 inwoners (15 Hongaren)
- Petreu (Monospetri) 1783 inwoners (1235 Hongaren)